# گئورگ توما
گئورگ توما (انگلیسی: Georg Thoma؛ زادهٔ ۲۰ اوت ۱۹۳۷) اسکی‌باز نوردیک ترکیبی اهل آلمان بود.
وی همچنین برندهٔ جوایزی همچون شخصیت ورزشی سال آلمان و برگ بوی نقره‌ای شده‌است.
وی در مسابقات کشوری و بین‌المللی در مجموع برندهٔ ۲ مدال طلا، ۱ مدال برنز شده‌است.